# Tombeau Benedetti
Le tombeau Benedetti est le tombeau de la famille Benedetti situé à Bastia, en Corse. Il abrite notamment la sépulture de Vincent Benedetti, grand diplomate du Second Empire.

## Localisation
Le tombeau est situé dans le département français de Haute-Corse, dans le quartier de Lupino, avenue de la Libération à Bastia, près de la caserne des pompiers, juxtaposé à la clinique vétérinaire.
De la rue, on ne peut apercevoir que le portail et le grand escalier noyé dans une végétation intense.

## Historique
Le tombeau a été réalisé selon les plans de l'architecte Charles Zarri sur un terrain appartenant à la famille, donc loin d'un cimetière.
Les travaux commencent en septembre 1862 et s’achèvent en 1863. Il ne compte alors qu’un caveau, sous la chapelle, les extérieurs ne seront achevés qu'en 1865. Le fronton, qui se verra complété du décor en marbre en 1871, est achevé en 1895, deux ans après l’attribution du titre de comte. Le comte décède en 1900 et y est enterré. 
Le tombeau s'agrandit en 1908 avec un deuxième caveau, sous la direction de l’architecte Bronzini, réalisé sans affecter de manière trop importante le schéma originel.
L'édifice se dégrade au fil du temps et nécessite au début du XXIe siècle d'importants travaux de restauration. À la demande des descendants et appuyé dans la démarche par le conseil municipal, le tombeau est inscrit au titre des monuments historiques depuis le 4 novembre 2021.

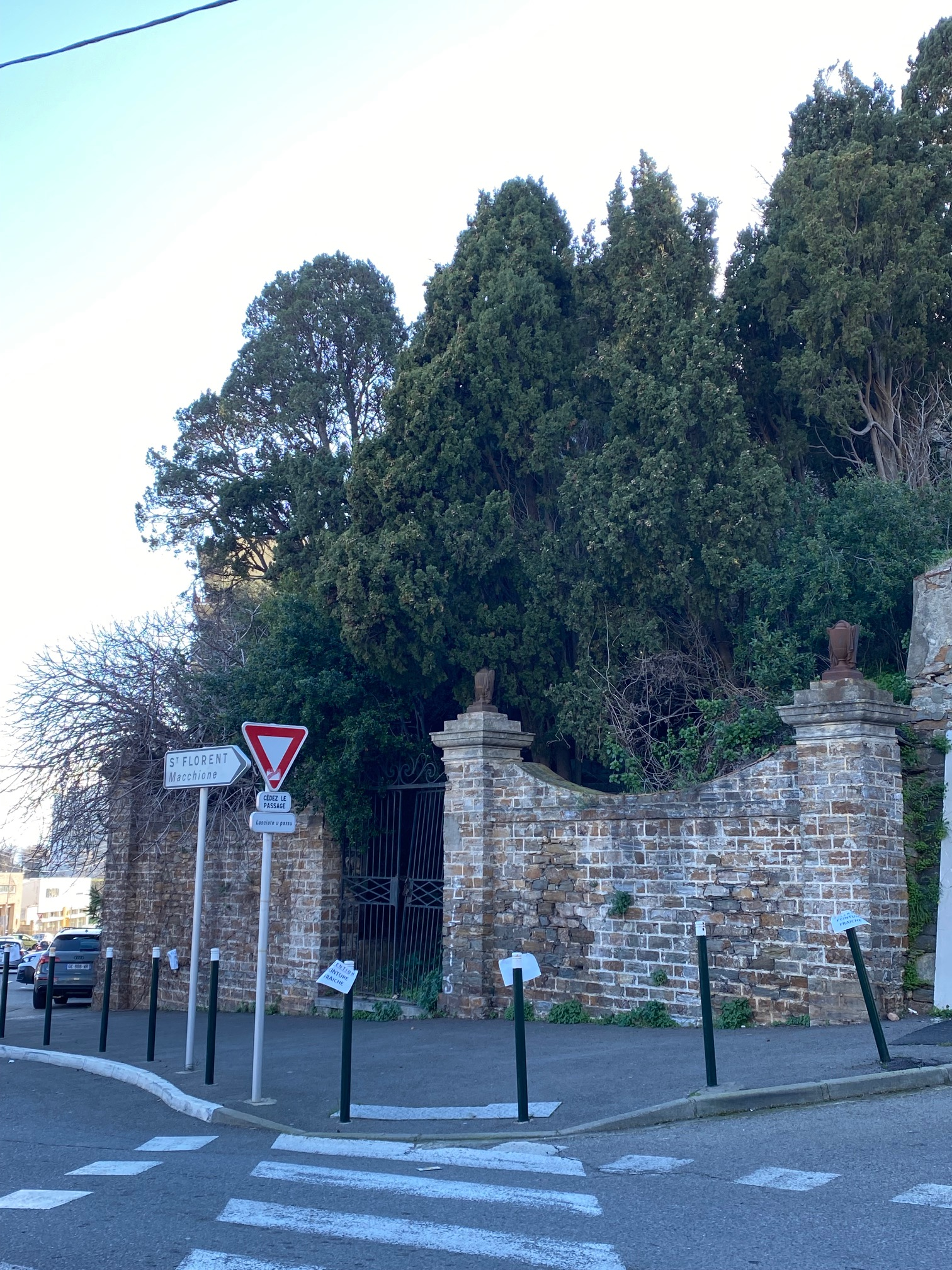